# Cervonîi Sadok (Voloske), Dnipro
Cervonîi Sadok (în ucraineană Червоний Садок) este un sat în comuna Voloske din raionul Dnipro, regiunea Dnipropetrovsk, Ucraina.

## Demografie
Componența lingvistică a localității Cervonîi Sadok
     Ucraineană (82,05%)
     Rusă (15,38%)
     Belarusă (2,56%)
Conform recensământului din 2001, majoritatea populației localității Cervonîi Sadok era vorbitoare de ucraineană (82,05%), existând în minoritate și vorbitori de rusă (15,38%) și belarusă (2,56%).